# Фани Политео
Фани Политео Вучковић (Стари Град, 1911 — Београд, 25. децембар 1942) била је историчарка уметности, борац за права жена и учесница Народноослободилачке борбе.

## Биографија
Рођена је 1911. године у Старом Граду, на острву Хвару. Њен отац др Политео је био начелник у министарству финансија Краљевине Југославије. Студирала је историју уметности у Београду и дипломирала је 1937. године.
Током студија се укључила у револуционарни студентски покрет, а своју револуционарну делатност након завршетка студија је наставила у омладинској секцији Женског покрета. Била је чланица редакције листа „Жена данас”, где је сарађивала са Олгом Алкалај, Митром Митровић, Милицом Шуваковић и др. Активно је радила на просвећивању женске омладине.
Њен супруг био је композитор Војислав Вучковић, који је од 1933. године био члан тада илегалне КП Југославије. У његовом стану, у Скадарској улици, држани су илегални партијски састанци, а 1938. године овде се Јосип Броз Тито састао са групом интелектуалаца, који су били симпатизери комуниста.
Након окупације Београда, 1941. године Фани и њен супруг су се активно укључили у организовање Народноослободилачког покрета (НОП) у окупираном граду. Након напада Сила осовине на Совјетски Савез, 22. јуна 1941. године, Гестапо и Специјална полиција су почели са организовањем хапшењем свих лица која су од раније била позната као комунисти или њихови симпатизери. Њен супруг је тада био принуђен да пређе у потпуну илегалност, јер је од раније београдској полицији био познат као комуниста и антифашиста. Пошто Фани у полицији није била регистрована као комуниста, она је наставила да легално станује у њиховој кући на Врачару, у улици Саве Текелије.
Од јуна 1941. године, њен супруг Војислав Вучковић и сликар Јосип Бенковић су се скривали у тајном склоништу куће. Било је планова да Фани, Војислав и Бенковић напусте Београд и пређу на ослобођену територију, али је тај план омела полицијска провала у београдску партијску организацију, октобра 1941. године. Након тога Фани је на кратко прекинула везу са активистима НОП-а, а потом је уследила Прва непријатељска офанзива па је њихов прелазак био одложен. Током боравка у илегалности њен муж је наставио да се бави компоновањем, а неке његове композиције су преко илегаца биле пребачене на ослобођену територију где су извођене.
Специјална полиција није имала податке о месту боравка Војислава Вучковића, али је интензивно трагала за Јосипом Бенковићем. Након једне полицијске провале у партијску организацију, крајем 1942. године, Специјална полиција је добила податак да се он налази у кући у којој је Фани живела легално са члановима своје породице. Полиција је укупно 12 пута вршила претресе ове куће, али никада није успела да открије илегално склониште.
Дана 24. децембра 1942. године агенти Специјалне полиције су упали у кућу и извршили детаљни претрес тражећи илегално скровиште, али без успеха. Након тога су ухапсили Фани и одвели је у затвор Специјалне полиције у Ђушиној улици. Агенти су веровали да је Фани зна нешто о скривању Вучковића и Бенковића, али за то нису имали никакве доказе, па су одлучили да је мучењем наговоре да открије где се скривају. Одмах по доласку у полицију Фани је била страховито мучена, али ништа није признала.
Ујутро 25. децембра 1942. године, Вучковић и Бенковић су изашли из илегалног склоништа и напустили кућу у потрази за другим илегалним смештајем. Приликом изласка из куће упали су у полицијску заседу. Војислав је том приликом био рањен и ухапшен, док је Бенковић успео да побегне, али је био ухапшен наредног дана. Рањени Вучковић је такође био доведен у затвор у Ђушиној, где је требало да буде суочен са супругом. Тешко претучена Фани и рањени Војислав су преминули у току 25. децембра непосредно пред пребацивање у притвореничко одељење Главне војне болнице.
Указом Председништва АВНОЈ-а постхумно је 6. јула 1945. одликована Орденом братства и јединства првог реда.